# Coteaux calcaires et anciennes carrières de La Meauffe, Cavigny et Airel
Coteaux calcaires et anciennes carrières de La Meauffe, Cavigny et Airel este o arie protejată (sit de importanță comunitară — SCI) din Franța întinsă pe o suprafață de 44,85 ha, integral pe uscat.

## Localizare
Centrul sitului Coteaux calcaires et anciennes carrières de La Meauffe, Cavigny et Airel este situat la coordonatele 49°11′13″N 1°06′14″W / 49.18694°N 1.10389°V.

## Înființare
Situl Coteaux calcaires et anciennes carrières de La Meauffe, Cavigny et Airel a fost declarat arie specială de conservare în baza directivei 92/43 din 1992 referitoare la conservarea habitatelor naturale și a faunei și florei sălbatice pentru a proteja 7 specii de animale.

## Biodiversitate
Situată în ecoregiunea atlantică, aria protejată conține 5 habitate naturale: Lacuri eutrofice naturale cu vegetație de tip Magnopotamion sau Hydrocharition, Păduri aluvionare cu Alnus glutinosa și Fraxinus excelsior (Alno-Padion, Alnion incanae, Salicion albae), Păduri pe pante, grohotișuri și ravene de Tilio-Acerion, Peșteri inaccesibile publicului, Liziere de ierburi înalte hidrofile de câmpie și de nivel montan până la alpin.
La baza desemnării sitului se află mai multe specii protejate:
- mamifere (6): liliac cârn (Barbastella barbastellus), liliac cu urechi mari (Myotis bechsteinii), liliac cărămiziu (Myotis emarginatus), liliac comun (Myotis myotis), liliacul mare cu potcoavă (Rhinolophus ferrumequinum), liliacul mic cu potcoavă (Rhinolophus hipposideros)
- nevertebrate (1): Oxygastra curtisii

Pe lângă speciile protejate, pe teritoriul sitului au mai fost identificate 4 specii de mamifere.